# Osyka
Osyka es un pueblo del Condado de Pike, Misisipi, Estados Unidos. Según el censo de 2000 tenía una población de 481 habitantes y una densidad de población de 180.3 hab/km².

## Demografía
Según el censo de 2000, había 481 personas, 193 hogares y 132 familias residiendo en la localidad. La densidad de población era de 180,3 hab./km². Había 234 viviendas con una densidad media de 87,7 viviendas/km². El 53,01% de los habitantes eran blancos, el 44,91% afroamericanos, el 0,83% amerindios, el 0,42% asiáticos, el 0,00% de otras razas y el 0,83% pertenecía a dos o más razas.
Según el censo, de los 193 hogares en el 32,1% había menores de 18 años, el 46,6% pertenecía a parejas casadas, el 16,1% tenía a una mujer como cabeza de familia, y el 31,6% no eran familias. El 31,6% de los hogares estaba compuesto por un único individuo, y el 19,2% pertenecía a alguien mayor de 65 años viviendo solo. El tamaño promedio de los hogares era de 2,49 personas y el de las familias de 3,12.
La población estaba distribuida en un 28,9% de habitantes menores de 18 años, un 8,7% entre 18 y 24 años, un 23,9% de 25 a 44, un 19,8% de 45 a 64, y un 18,7% de 65 años o mayores. La media de edad era 35 años. Por cada 100 mujeres había 87,2 hombres. Por cada 100 mujeres de 18 años o más, había 81,0 hombres.
Los ingresos medios por hogar en la localidad eran de 17.813 dólares ($), y los ingresos medios por familia eran 25.078 $. Los hombres tenían unos ingresos medios de 21.750 $ frente a los 12.500 $ para las mujeres. La renta per cápita para la ciudad era de 11.550 $. El 29,8% de la población y el 27,1% de las familias estaban por debajo del umbral de pobreza. El 51,6% de los menores de 18 años y el 25,8% de los habitantes de 65 años o más vivían por debajo del umbral de pobreza.

## Geografía
Según la Oficina del Censo de los Estados Unidos, la localidad tiene un área total de 2,7 km², todos ellos correspondientes a tierra firme.